# Montañés (1794)
Le Montañés est un vaisseau de 74 canons en service dans la marine espagnole à la fin du XVIIIe siècle et au début du XIXe siècle. Il participe aux guerres de la Révolution française au cours desquelles il affronte victorieusement une division française puis aux guerres napoléoniennes pendant lesquelles il combat à la bataille de Trafalgar.

## Conception et construction
Le Montañés est le premier vaisseau de sa classe. Long de 52,9 m, il est large de 14,2 m. Son tirant d'eau est de 6,8 m. Lancé en 1794, il est construit au Ferrol selon les plans de l'architecte naval Julián Retamosa (es). Le vaisseau est une belle réussite, tant sur le plan de la stabilité du tir que sur celui de la manœuvrabilité ou de la vitesse.
Bien que classé comme un vaisseau de 74 canons, le Montañés emporte, en 1805, 28 canons de 36 livres, 28 canons de 18 livres et 8 canons de 8 livres. Ces canons sont complétés par 10 obusiers de 30 livres.

## Service actif

### Guerre franco-espagnole
Pendant la guerre de la Première Coalition contre la France, le Montañés participe aux combats contre la marine de la République française. Commandé par le capitaine de vaisseau José Jordán y Maltés, il rejoint dès sa mise en service la flotte de l'amiral Juan de Lángara qui opère en Méditerranée. Il participe le 17 mars 1795 à la prise de la frégate Iphigénie. À la fin du mois de mars, le vaisseau rencontre, au sud du cap San Sebastian une division française forte de huit vaisseaux de ligne et de deux frégates. Profitant de sa vitesse, le Montañés parvient à se réfugier dans le port de Sant Feliu de Guíxols et y affronte les assauts français. Après avoir tiré environ 1 100 coups de canons, le Montañés repousse la division française au prix de pertes minimes.

### Croisière autour du monde par les Philippines

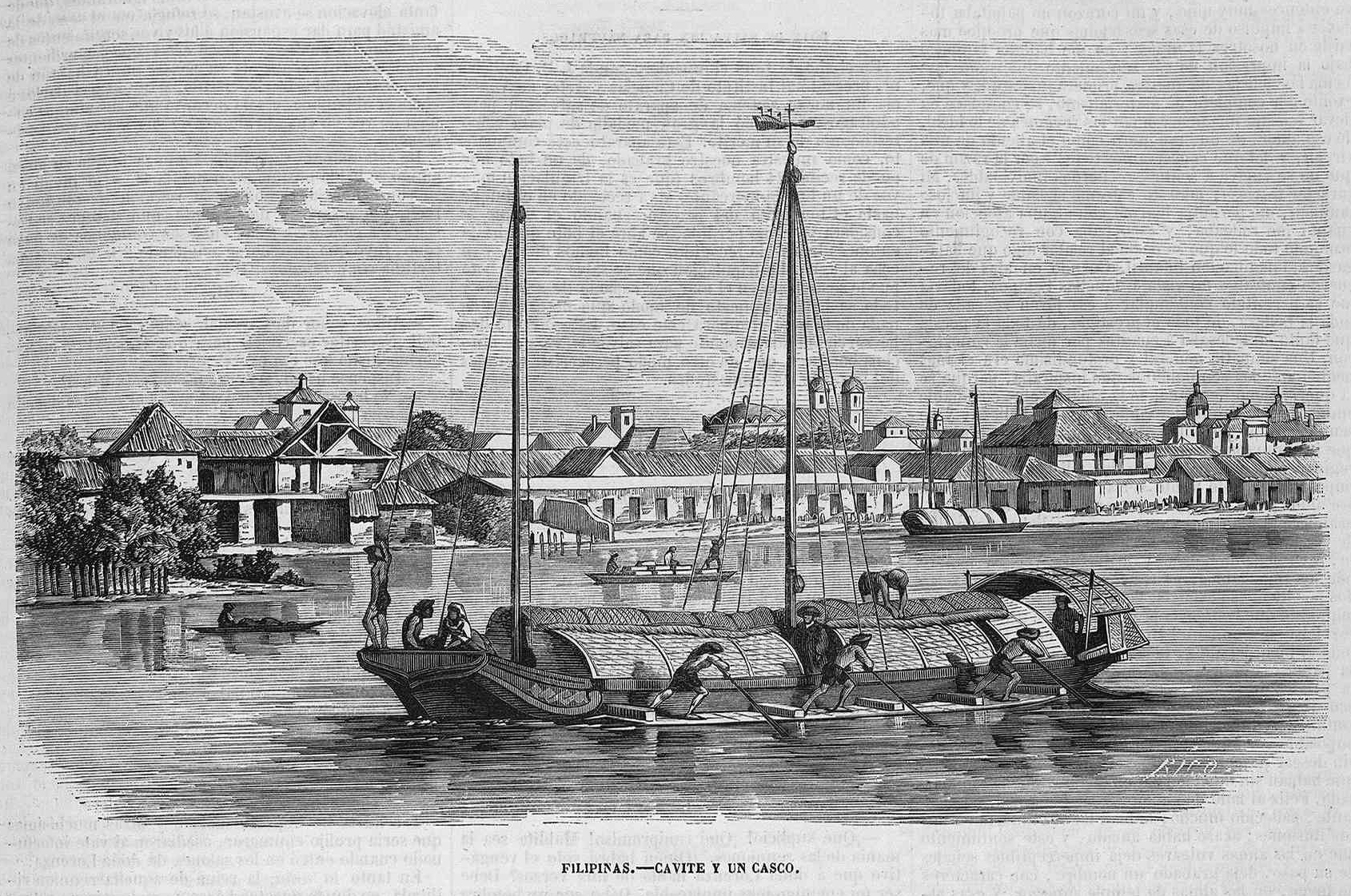
Une jonque au port de Cavite, gravure de Bernardo Rico, El Museo Universal, 1868.

Après le second traité de Bâle du 22 juillet 1795 qui met fin à la guerre contre la France, le Montañés rentre à Cadix le 27 juillet 1795 d'où il repart le 22 novembre avec la petite flotte du chef d'escadre Ignacio de Álava pour une longue mission de réarmement des colonies de l'empire espagnol. Il relâche aux Malouines pour s'approvisionner, contourne le cap Horn et arrive à la baie de Talcahuano au Chili le 4 mars 1796. Il est rejoint le 6 avril par le vaisseau San Pedro Apóstol. Ils reprennent leur route vers Callao au Pérou puis vers les Philippines : l'escadre atteint Manille le 25 décembre 1796 et Cavite le 8 janvier 1797. Le 20 avril 1797, l'escadre commence son voyage de retour vers l'Europe avec les vaisseaux Montañés et San Pedro Apóstol et les frégates Santa María de la Cabeza, Santa María, Fama et Santa Lucía. Un typhon de deux jours, du 24 au 26 avril, cause la perte de la Santa María et les oblige à retourner à Cavite. Le vaisseau Europa (en) est démâté et endommagé par le typhon, ce qui conduit Ignacio Maria de Álava à transférer son pavillon sur le Montañés.
Entre-temps, l'Espagne est devenue alliée de la France contre la Grande-Bretagne dans la guerre de la Troisième Coalition. En janvier 1799, l'escadre espagnole des Philippines, renforcée par les frégates françaises Preneuse et Brûle-Gueule, mène un raid sur l'estuaire de la rivière des Perles pour tenter d'intercepter un convoi marchand britannique revenant de Canton. Elle rencontre l'escadre britannique de William Hargood devant Macao (en) mais, après quelques manœuvres d'intimidation, elles se séparent sans combat : chaque chef d'escadre prétendra avoir mis l'autre en fuite,.
L'escadre repart le 26 juillet 1801 en compagnie du Rey Carlos vers Acapulco au Mexique. où le Rey Carlos charge le trésor de 3 millions de pesos du galion de Manille. Le 11 mars 1802, l'escadre repart vers Cavite. Le 11 janvier 1803, elle quitte Cavite avec le Montañés, le Rey Carlos, les frégates Nuestra Señora del Pilar, Nuestra Señora de la Cabeza,Fama et Santa Lucía et la houlque Aurora : elle arrive au cap de Bonne-Espérance le 5 mars 1803 et est de retour à Cadix le 15 mai 1803. Le Montañés est réparé à l'arsenal de la Carraca, où son armement est élevé de 74 à 80 canons, puis au Ferrol où on refait son carénage et son doublage en cuivre. Son commandement est confié au capitaine de vaisseau Francisco Alsedo y Bustamante (es).

### Alliance française et désastre de Trafalgar

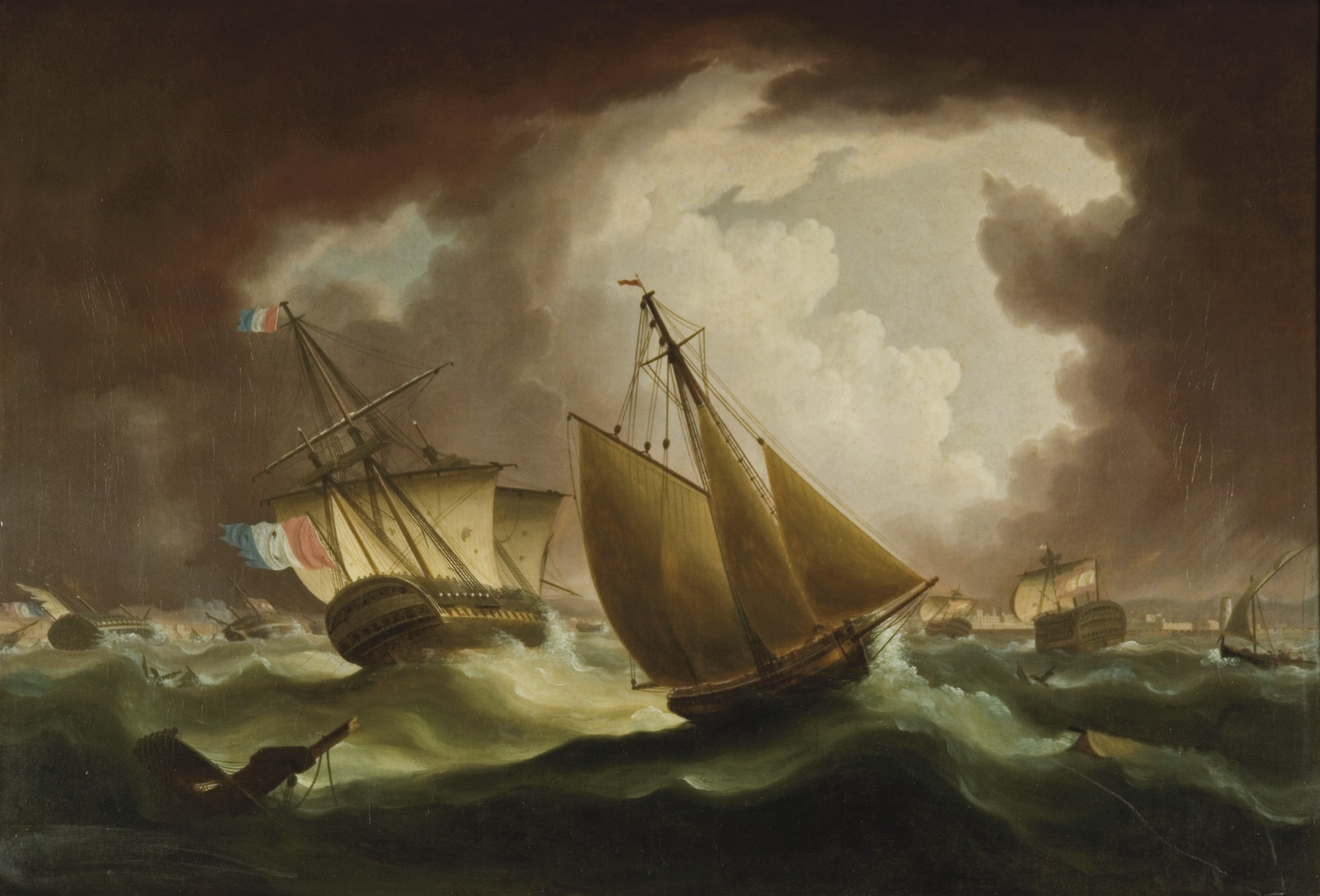
Retour des rescapés de la bataille de Trafalgar à Cadix.

Le Montañés rejoint l'escadre combinée franco-espagnole lors de son passage au Ferrol et va avec elle s'enfermer dans Cadix. Lors de la bataille de Trafalgar, le vaisseau, commandé par Francisco Alsedo y Bustamante, fait partie de l'escadre dite « d'observation » qui forme l'arrière-garde de la flotte après son virement de bord. Tombé sous le vent, le Montañés est placé par le travers du Bahama, en arrière de l'Algésiras et en avant de l'Aigle. Une partie de la colonne britannique sous le vent coupe la ligne de bataille franco-espagnole derrière le Bahama. D'abord incapable de se diriger vers les navires anglais en raison de sa position par rapport au vent, le Montañés est brièvement engagé par un vaisseau britannique et perd son capitaine, tué d'un boulet de canon, ainsi que son second, Antonio Castaños. À la fin de la journée, il rallie le Príncipe de Asturias et rentre à Cadix.
Comptant seulement 20 tués et 29 blessés sur les 749 hommes de l'équipage et peu endommagé, le Montañés fait partie des vaisseaux qui contre-attaquent le 23 octobre derrière le Pluton du capitaine de vaisseau Cosmao. La Santa Ana et le Neptuno sont repris, mais les conditions météorologiques empirent et le Rayo et le San Francisco de Asís sont jetés à la côte.

### Après Trafalgar
Le Montañés est de nouveau réparé à la Carraca. En juin 1808, il participe à la capture de l'escadre de Cadix où les Espagnols se retournent contre leurs ex-alliés français. En mai 1809, avec les britanniques HMS Leviathan et HMS Conqueror, il escorte un convoi de navires marchands transportant des prisonniers de guerre français expédiés aux Canaries. De là, il repart de Cadix vers le Ferrol avec de la petite monnaie et des équipements militaires destinés aux opérations dans le nord de la péninsule. De retour à Cadix le 18 septembre 1809, il se prépare à une dernière traversée vers Porto Rico mais, en sortant de la baie de Cadix le 7 mars 1810, il rencontre une tempête et s'échoue sur un rivage tenu par les assiégeants français qui l'achèvent à coups de canon. Ce qui reste de sa coque est vendu aux enchères le 12 mars 1822.